# 渡部晃治
渡部 晃治（わたなべ こうじ、1951年4月10日 - ）は、山陰放送 (BSS) の社員で、元同局のアナウンサー。
鳥取県米子市出身。早稲田大学を卒業後、1974年に山陰放送に入社。同局のアナウンサーを務めた後に総務部へ異動し、鳥取支社勤務を経て、現在はテレビ放送業務部部長。

## アナウンサー時代の担当番組

### テレビ番組
- テレポート山陰[1]

### ラジオ番組
- 月曜電話リクエスト急げダイヤル[1]
- こんにちはラジオです[1]
- ガブッと土曜日まるかじり[1]
- ラジオでキャッチ